# Натитингу
Натити́нгу (фр. Natitingou) — город в Бенине. Является административным центром департамента Атакора.

## География
Город Натитингу находится на крайнем северо-западе Бенина, на высоте 426 м над уровнем моря. Расположен у подножия горной цепи Атакора, примерно в 50 км к юго-западу от национального парка Пенджари и в 645 км к северо-западу от города Котону. Городской округ Натитингу имеет площадь 3045 км²; он граничит с городскими округами Тукунтуна (на севере), Куанде (на юге и востоке) и Букомбе (на западе). В городе находится крупный рынок, краеведческий музей, 2 больницы, кинотеатры. Имеется аэропорт.

## Климат
Климат в районе города — более засушливый, чем в южных районах страны, особенно во время, когда дует харматан (декабрь и январь).
| Показатель                    | Янв. | Фев. | Март | Апр. | Май   | Июнь  | Июль  | Авг.  | Сен.  | Окт.  | Нояб. | Дек. | Год    |
| ----------------------------- | ---- | ---- | ---- | ---- | ----- | ----- | ----- | ----- | ----- | ----- | ----- | ---- | ------ |
| Средний суточный максимум, °C | 34,3 | 36,6 | 37,2 | 35,7 | 33,7  | 31,4  | 29,4  | 29,1  | 30,2  | 32,5  | 34,4  | 34,2 | 33,2   |
| Средняя температура, °C       | 26,6 | 28,7 | 30,0 | 29,5 | 28,1  | 26,4  | 25,1  | 24,9  | 25,3  | 26,4  | 26,4  | 26,4 | 27,0   |
| Средний суточный минимум, °C  | 19,0 | 20,8 | 22,8 | 23,3 | 22,5  | 21,4  | 20,8  | 20,8  | 20,4  | 20,2  | 18,5  | 18,5 | 20,8   |
| Норма осадков, мм             | 0,9  | 2,2  | 26,7 | 89,3 | 108,2 | 139,9 | 225,5 | 263,6 | 254,7 | 107,1 | 9,0   | 3,7  | 1230,8 |
| Источник:                     |      |      |      |      |       |       |       |       |       |       |       |      |        |

## Население
Численность населения Натитингу по оценочным данным на 2012 год составляет около 91 341 человека; по данным переписи 2002 года оно насчитывало 73 175 человек. Основные этнические группы: дитаммари, ваама и денди. Широко распространены как ислам, так и христианство.

## Достопримечательности
Вблизи города находятся своеобразные поселения-крепости народа сомба, известные как тата-сомба. Южнее города расположен Ботанический сад Папатия, восточнее — водопады Кота.

## Города-побратимы
- Юи, Бельгия